# Gymnothorax isingteena
Espèce
Gymnothorax isingteena est une espèce de poissons de la famille des murènes trouvée dans les récifs coralliens des océans Indien et Pacifique. Elle est nommée à l'origine d'après son découvreur, John Richardson en 1845.

## Description
Elle peut atteindre une taille maximale de 1,80 m et se rencontre dans des profondeurs allant de 3 à 30 mètres sous la surface.